# 東帝汶印度教
東帝汶印度教（英語：Hinduism in East Timor）所談的是印度教在東帝汶民主共和國的情況。這個宗教在當地的信徒數目非常少，而幾乎所有信仰者所信奉的均為巴厘島印度教。
根據東帝汶在2015年所做的人口普查，當地人口中信仰基督教的佔比高達99.53%,其中天主教信仰者佔97.57%，新教信仰者佔1.96%。

## 歷史
帝汶當地在歷史上並無信仰印度教的人口存在。葡萄牙人統治東帝汶的期間超過兩百年（1769年-1975年），但確切的東帝汶殖民地邊境是葡萄牙在1914年與佔領帝汶西邊的荷蘭殖民政權透過設於荷蘭海牙的常設仲裁法院而確定。東帝汶於1975年11月28日脫離葡萄牙而獨立，成立東帝汶民主共和國，但在9天之後就被印尼入侵及佔領，在1976年7月成為印尼的東帝汶省（Timor Timur）。在接下來的20年裡，當地人不斷發動武裝抗爭，爭取獨立，衝突所造成的死亡人數在10-25萬人之間；而印度教徒主要是在印尼佔領期間從巴厘島遷移而來的移民（參見印尼國內移民計畫）。印尼佔領結束之後，大多數印度教徒選擇離開。東帝汶在2002年經聯合國正式承認為為獨立國家。

## 人口資料
在東帝汶正式被國際承認獨立之前的1992年，印度教徒佔當地人口的0.5%。經印尼佔領之後，當地印度教人口佔比下降到少於0.1%。根據東帝汶在2011年所做的人口普查，印度教信仰者僅195人。在2015年所做的人口普查，顯示印度教人口的絕對人數略有增加，成為271人，在東帝汶當地的總人口1,183,643人中的佔比仍然很低。

## 廟宇

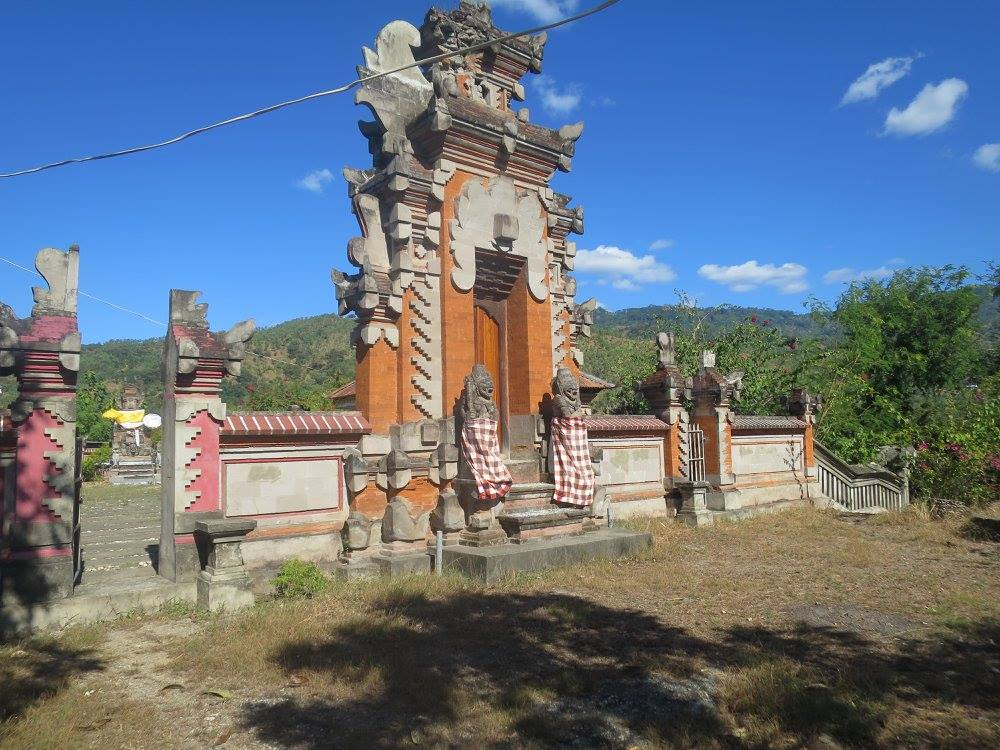
基里拿沙神廟（2016年）

基里拿沙神廟是東帝汶最大的巴厘島印度教廟宇，座落在離開東帝汶首都帝力不遠的山丘上，可利用乘車方式抵達。這座廟宇是在印尼佔領東帝汶期間所興建，而現在已相當破舊，但已有印尼巴厘島人和東帝汶政府開始著手修復廟宇。

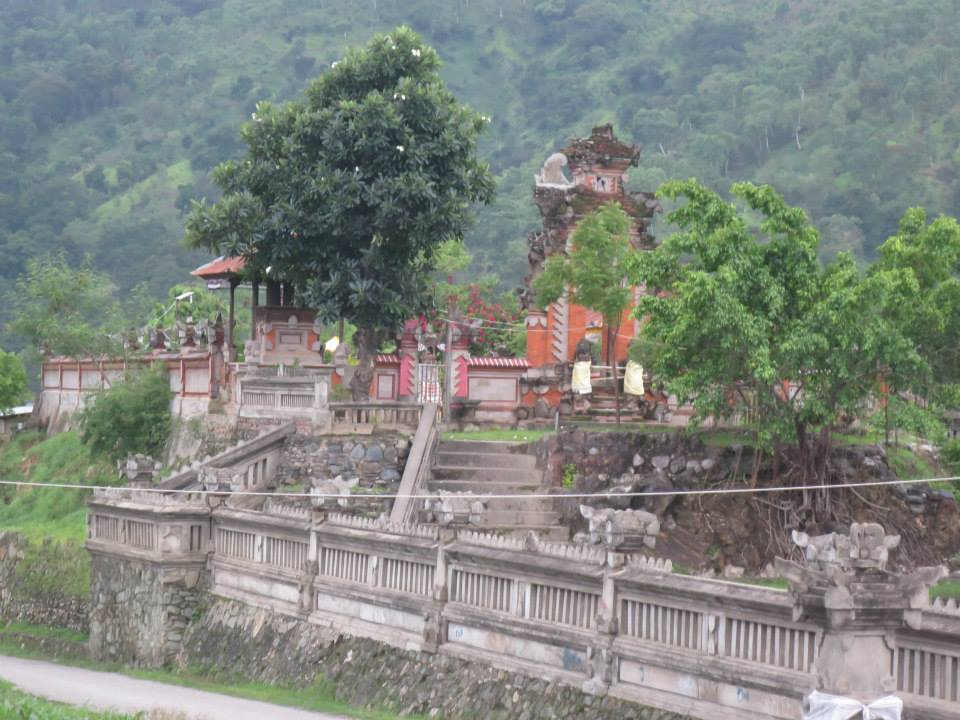
基里拿沙神廟歷史相片
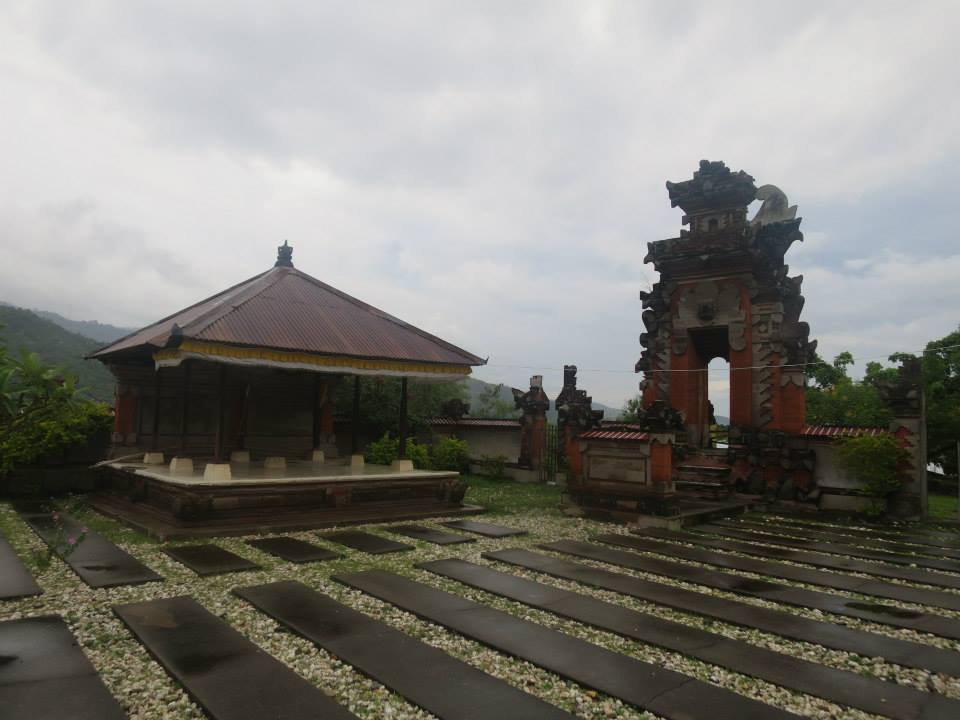
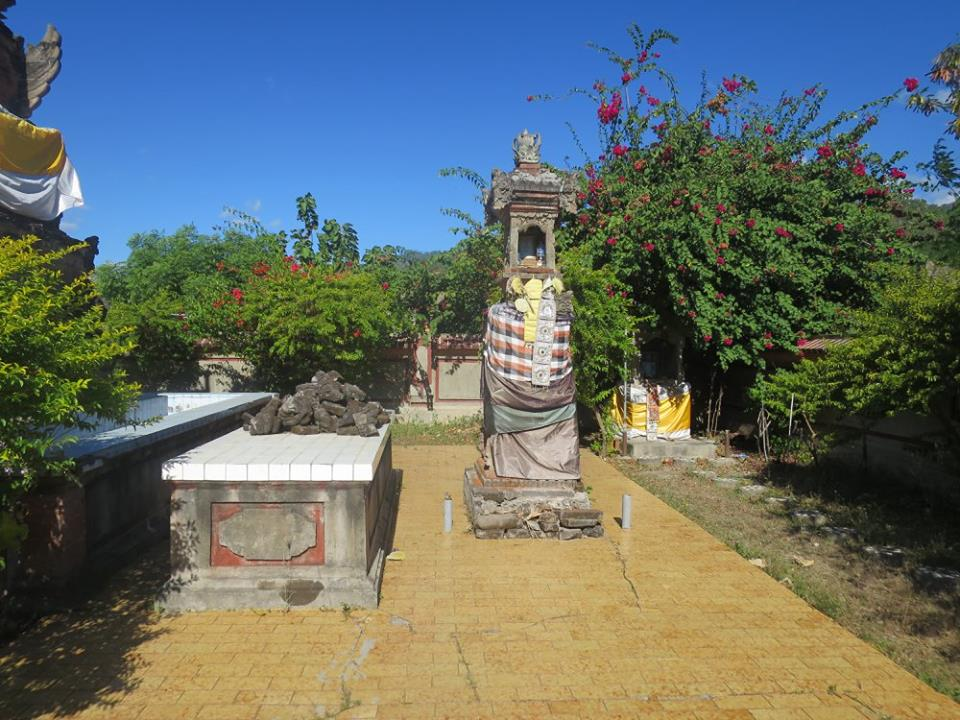
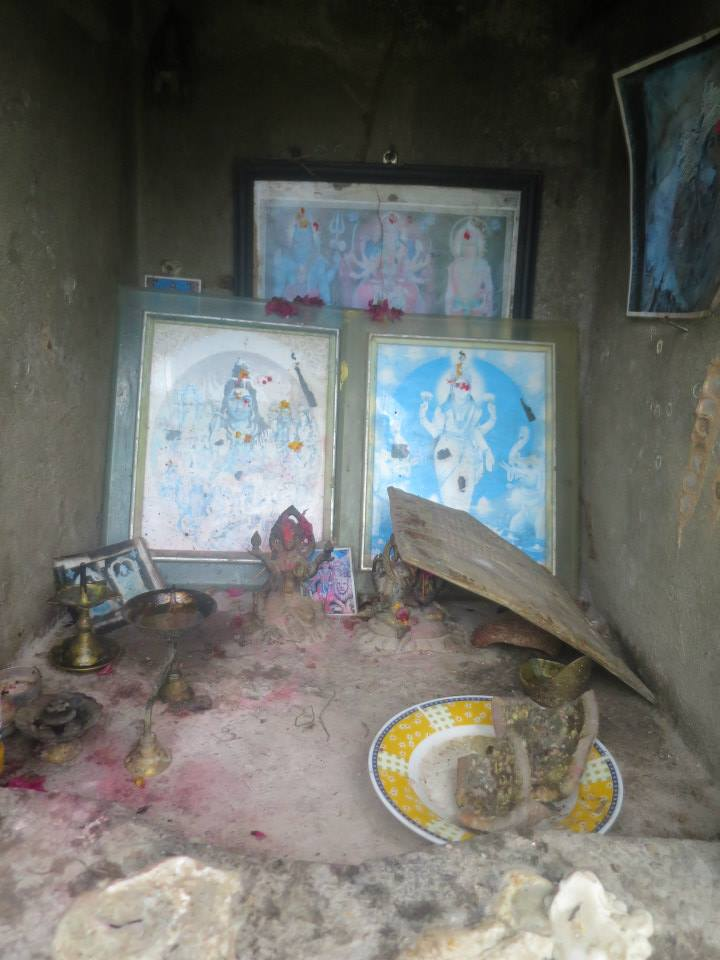
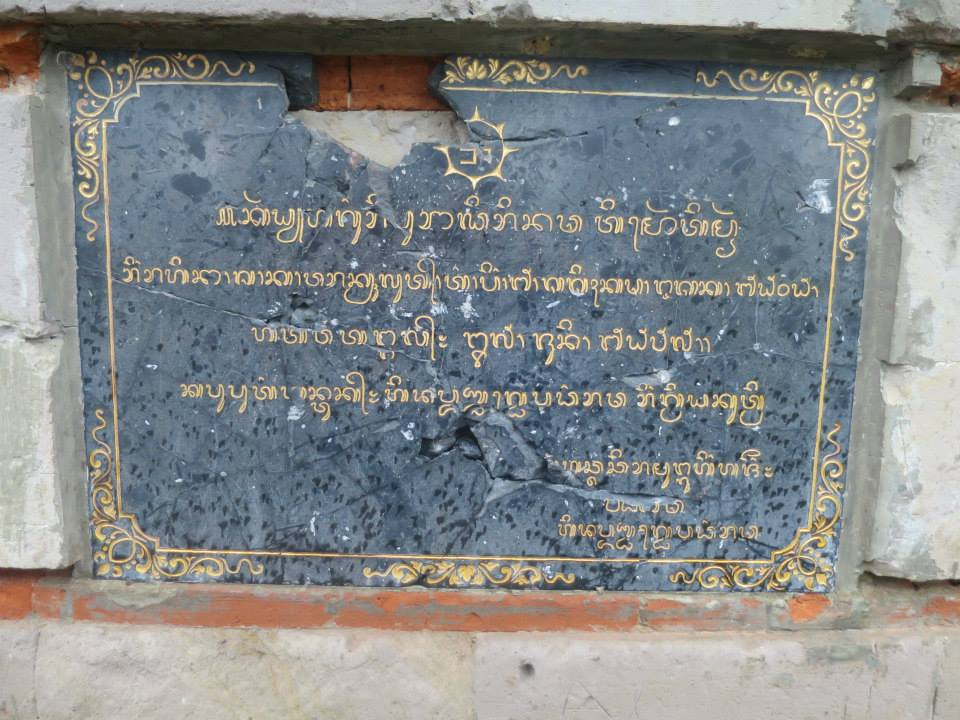

東帝汶當地的泰米爾印度教徒也在基里拿沙神廟中舉行龐格爾節（豐年祭）慶典。